# 蒂娜·查尔斯
蒂娜·亚历山德里娅·查尔斯（英語：Tina Alexandria Charles，1988年12月5日—），美国女子篮球运动员，在2010年WNBA选秀中成为选秀状元。在2009年和2010年，她和队友玛雅·摩尔带领康涅狄格哈士奇队获得以不败战绩获得全国冠军。她曾代表美国队参加夏季奥林匹克运动会女子篮球比赛，并获得两枚金牌。 
2023年10月WCBA河北女篮宣布查尔斯加盟球隊。